# Euthalia leechi
Euthalia leechi er en sommerfugleart som blev beskrevet af Charles Oberthür 1907. Euthalia leechi indgår i slægten Euthalia og familien takvinger. Ingen underarter kendes.